# Стрезетина
Стрезетина (на словенски: Strezetina) е село в Словения, Подравски регион, община Ормож. Според Националната статистическа служба на Република Словения през 2015 г. селото има 68 жители.